# Burowie
Zasugerowano, aby wydzielić z tego artykułu informacje nt. współczesnych Afrykanerów do artykułu Afrykanerzy.  (dyskusja)
Burowie (także Boerowie; w języku niderlandzkim boer, wym. [bur], oznacza chłopa, rolnika, farmera) – potomkowie głównie holenderskich, flamandzkich i fryzyjskich kalwinistów, niemieckich luteran i francuskich hugenotów, którzy osiedlali się w Afryce Południowej w XVII i XVIII wieku. W mniejszej liczbie mają korzenie skandynawskie, polskie, portugalskie, włoskie, hiszpańskie, szkockie, angielskie, irlandzkie i walijskie.
Obecnie potomków historycznych Burów i ich krewnych nazywa się powszechnie Afrykanerami. Nazwa ta pochodzi z języka afrikaans, który jest pierwszym językiem tej ludności.

## Historia
Burowie walczyli z sukcesami z ludnością miejscową, pokonali m.in. Zulusów w bitwie nad Blood River w 1838.
W XIX wieku Burowie byli wypierani przez osadników angielskich. Między 1835 a 1841 rokiem ok. 14 000 Burów – tak zwanych Voortrekkers – opuściło Kolonię Przylądka, wyruszając w głąb Afryki, na północ i północny wschód, i podbijając tamtejsze ludy tubylcze (w tym Zulusów). Okres ten nazwano Groot Trek – Wielką Wędrówką. Na północ i wschód od rzeki Oranje utworzyli trzy republiki burskie: Natal, Orania, Transwal, o których niezależność walczyli na przełomie XIX i XX wieku z Brytyjczykami w czasie tzw. wojen burskich. Założyli też kilka krótko istniejących republik, m.in. Stellaland i Goshen.

## Geografia

### Republika Południowej Afryki

Flaga RPA

Flaga Namibii.

W demografii RPA nie ma pojęcia „Afrykanerów”, jako grupy etnicznej, ale przyjęło się za Afrykanerów uważać Południowoafrykańczyków białej rasy.
Na podstawie cenzusu narodowego z roku 2001 w RPA żyło 2 536 906 białych z afrikaans jako 1. językiem (1996: 2 558 956). Obecnie stanowią blisko 60% białej ludności RPA.
Rozmieszczenie ludności burskiej w poszczególnych prowincjach:
- Prowincja Przylądkowa Wschodnia 148 809 (1996: 154 513), 2,31% ogółu populacji
- Wolne Państwo 214 020 (1996: 279 135), 7,9% ogółu populacji
- Gauteng 1 003 860 (1996: 958 351), 11,36% ogółu populacji
- KwaZulu-Natal 116 307 (1996: 124 555), 1,22% ogółu populacji
- Limpopo 110 028 (1996: 98 875), 2,08% ogółu populacji
- Mpumalanga 170 526 (1996: 208 655), 5,46% ogółu populacji
- Prowincja Przylądkowa Północna 93 222 (1996: 101 704), 11,33% ogółu populacji
- Prowincja Północno-Zachodnia 218 611 (1996: 196 347), 5,95% ogółu populacji
- Prowincja Przylądkowa Zachodnia 461 522 (1996: 436 822), 5,95% ogółu populacji[1]

### Namibia
W Namibii w 1991 r. żyło 133 324 Afrykanerów (9,5% ogółu populacji). Najwięcej ich żyje w Windhuk i w prowincjach południowych.

### Na świecie
Afrykanerzy emigrowali głównie do USA, Kanady, Wielkiej Brytanii, Holandii, Belgii, Australii i Nowej Zelandii.
Duża liczba młodych Afrykanerów bierze udział w międzynarodowych praktykach i pracach wakacyjnych, głównie w Wielkiej Brytanii i innych krajach Wspólnoty Narodów.[1]

## Nacjonalizm
Afrykanerów cechuje silny nacjonalizm i poczucie odrębności narodowej nie tylko wobec ludności kolorowej, ale i innych białych.
Nacjonalizm Afrykanerów budował się w trakcie walk z rdzennymi Afrykanami w XIX wieku oraz podczas wojen burskich na przełomie XIX i XX stulecia.
Afrykanerzy są też znani ze swoich konserwatywnych poglądów na kwestie obyczajowe i społeczne oraz mocne przywiązanie do religii kalwińskiej. Afrykanerski nacjonalizm w skrajnej wersji doprowadził do powstania doktryny i reżimu apartheidu w latach 1948–1989. Jednym z przejawów nacjonalizmu afrykanerskiego jest koncepcja separatystycznego państwa Burów, czyli Volkstaat.

## Rody burskie
Burowie przypisują duże znaczenie przynależności rodowej. Wynika to m.in. z okoliczności powstania burskiej społeczności. Jej dzisiejszy trzon tworzą przede wszystkim potomkowie kilkuset rodzin, które osiedliły się w Kolonii Przylądkowej jeszcze w II połowie XVII i w pierwszych latach XVIII wieku. Oblicza się, że do końca XVIII wieku przybyło tu z rodziną lub założyło rodzinę na miejscu jedynie ok. 2 tys. mężczyzn z Europy.
Pierwsi samotni emigranci poślubiali nieliczne emigrantki z Europy lub kobiety kolorowe (Hotentotki oraz wyzwolone niewolnice z Azji i Afryki). Późniejsi samotni emigranci z Europy zakładali rodziny żeniąc się najczęściej z córkami wcześniejszych emigrantów. Niewielka ogólna liczba osadników z Europy spowodowała, że dzisiejsza licząca ok. 3 mln., społeczność burska (afrykanerska) powstała przede wszystkim w wyniku rozrodzenia potomstwa pierwszych osadników.
Niektóre nazwiska, szczególnie te przyniesione przez pierwszych osadników, są w związku z tym szczególnie rozpowszechnione. 50 najbardziej popularnych nazwisk (Jacobs, Botha, van Wyk, van der Merwe, Nel, du Plessis, Venter, Pretorius, Coetzee, Fourie, Louw, van Rensburg, Smit, van Zyl, Hendricks, du Toit, Kruger, van Niekerk, Meyer, Abrahams, le Roux, Booysens, Swart, van Rooyen, Viljoen, Steyn, van der Westhuizen, Swanepoel, Muller, Marais, Joubert, Potgieter, du Preez, Jouberts, Olivier, Oosthuizen, Pienaar, Bezuidenhout, Petersen, Burger, de Villiers, de Beers, van Heerdens, Barnard, Isaac, Prinsloo, Fortuin, Grobler, Forster, Visagie) nosi ok. 50% wszystkich Burów.
Nazwiska Burów są również świadectwem zróżnicowanego pochodzenia ich przodków.
Nazwiska burskie według pochodzenia:
niderlandzkie (m.in.): Jacobs, Bakker, Beukes, Bockelenberg, Botha, Venter, van der Merwe, Van Wyk, van Zyl, van Niekerk, Oosthuizen, Bastiaans, Bezuidenhout, de Buys, van Heerdens, Prinsloo, Booysens, van der Westhuizen, de Wet, Bosman, Bantjes, Basson, Boshoff, Boshouwer, Botes, Botma, Booysen, Brits, Bronkhorst, Bruyns, Cleef, Coetzee, Combrink, Conterman, Corsenaar, Cruywagen, Brink, de Bruyn, de Jager, de Jongh, Jordaan, de Klerk, de Kock, de Swart, de Vos, de Vries, Diemer, Eksteen, Erasmus, Ferreyn, Goossen, Geldenhuys, Greeff, Hasselaar, Heyning, Hartog, Hasewinkel, Hattingh, Hendriks, van den Heever, Jongh, Koekemoer, Kraaywinkel, Krynauw, Loots, Louw, Lubbe, Minnaar, Mulder, Nauta, Nieuwoudt, Olivier, Paasen, Pienaar, Potgieter, Pretorius, Pyl, Smuts, Sneewind, Steenkamp, Strydom, Swanepoel, Swart, Uys, Voortman, Vosloo, Wagenaar, Wessels, van Aarde, van As, van Blerk, van den Bosch, van den Burg, van den Heuvel, van der Linde, van der Poel, van der Schaff, van Deventer, van Dyk, van Eck, van Eeden, van Heerden, van Jaarsveld, van Niekerk, van Os, van Rensburg, van Rooyen, van Schalkwyk, van Schoor, van Tonderen, van Vuren, Verbeek, Vermeulen, Verschuur, Verwey, Visagie, Visser, Willems, de Wit.
francuskie (m.in.): Joubert, du Plessis, de Villiers, du Preez, du Plooy, du Toit, Nel, Viljoen, Marais, Fourie, Visagie, Lombard, Theron, Aucamp, Bisseux, Blignaut, Bruère, Cellier, Cordier, Cronjé, Colyn, Conradie, du Buisson, Duminy, Durand, Faure, Fouché, Gilliomee, Gous, Guto, Hugot, La Grange, Lecrivent, le Fèbre, le Riche, le Roux, le Sueur, Lorée, Malan, Malherbe, Maree, Mouton, Naudé, Noruj, Prévot, Retief, Roi, Russouw, Roux, Senekal, Taillefer, Terreblanche, Terrier, Vivier, le Riche.
niemieckie (m.in.): Kruger, Kotze, Scholtz, Engelbrecht, Muller, Meyer, Ackerman, Bernard, Cloete, Lamprecht, Maritz, Neethling, Pasman, Scheffer, Schreuder, Steinberg, Vlok, von Wielligh, Walters, Warnecke, Badenhorst, Beyer, Blom, Bock, Burger, Conradie, Elberts, Franke, Henning, Hertzog, Heufke, Heyns, Hiebner, Jurgens, Kayser, Kretschmer, Kriel, Laurens, Minnie, Niemand, Piek, Putter, Roos, Schenk, Tauken.
brytyjskie (m.in.): Barry, Earle, Emmett, Flemming, Guest, Hamilton, Hart, Haylett, Heatlie, Herbert, Honiball, Humphreys, Martinson, Pace, Philips, Rex, Rivers, Burnet, Fraser, Frier, Grewar, Gunn, Heatlie, McLachlan, Melvill, Moore, Munro, Murray, Reid, Robertson, Rowan.
skandynawskie (m.in.): Spolander, Stockenström, Toerien, Tregard, Zeederberg, Ziervogel, Anderson, Aspeling, Bergh, Blomerus, Cornelissen, Hallegryn, Hurling, Lind, Logenberg, Monk, Wiid, Wium, Grove, Knoetsen, Schoonbee, Krog, Oelofse.
polskie (m.in.): Groenewald, Knoop, Drotsky, Kroll, Kube, Jankowitz, Troskie, Schoonraad, Zowitsky, Kitshoff, Kolesky, Latsky, Masureik, Jewaskiewitz, Beirowski, Barensky, Aproskie, Hohowsky, Ankiewicz, Skorbinski, Waberski, Czapiewski.
malajskie: Jonker (Jonker van Makassar).

## Znani przedstawiciele
Są to m.in. pisarze C.J. Langenhoven i André Brink, aktorka Charlize Theron, politycy i generałowie Paul Kruger, Jan Smuts oraz Louis Botha, bokser Francois Botha, zawodnik MMA oraz mistrz UFC wagi średniej Dricus du Plessis oraz Leon Botha znany muzyczny performer oraz malarz występujący w znanej grupie Die Antwoord.